# 日本酒店度假村投資法人
日本酒店度假村投資法人(Japan Hotel and Resort, Inc. 或 ジャパン・ホテル・アンド・リゾート投資法人)，（東證1部：8981）由日本酒店度假村股份有限公司旗下信託管理，主要經營日本所有地區酒店產業。包括東京、神奈川、千葉縣等地區資產。
而每年財政年度則為8月31日止。
其股份自2006年於東京證券交易所房地產信託基金板上市。
2012年3月28日日本酒店度假村投資法人取消上市地位，並在4月1日，與日本酒店基金投資法人合併。